# Hampton (Nebraska)
Hampton è un villaggio degli Stati Uniti d'America della contea di Hamilton nello Stato del Nebraska. La popolazione era di 423 persone al censimento del 2010.

## Storia
Nel 1879, Joshua Cox ha fondato Hampton e aveva fatto circolare una petizione per la costruzione di una ferrovia che attraversava la città.
Il 19 giugno 1891, Cox e suo fratello James Cox sono stati i primi mandriani a spedire il bestiame dagli Stati Uniti a Liverpool, in Inghilterra.

## Geografia fisica
Hampton è situata a 40°52′52″N 97°53′13″W (40.881062, -97.886919).
Secondo lo United States Census Bureau, ha un'area totale di 0,35 miglia quadrate (0,91 km²).

## Società

### Evoluzione demografica
Secondo il censimento del 2010, c'erano 423 persone.

### Etnie e minoranze straniere
Secondo il censimento del 2010, la composizione etnica del villaggio era formata dal 97,4% di bianchi, lo 0,9% di asiatici, e l'1,7% di due o più etnie. Ispanici o latinos di qualunque razza erano l'1,9% della popolazione.